# Avi Maoz
Avigdor Maoz (hébreu : אֲבִיגְדוֹר "אָבִי" מָעוֹז), surnommé Avi, né le 6 juillet 1956, est un fonctionnaire et homme politique israélien du parti d'extrême droite Noam.
Fonctionnaire, nommé en tant que directeur du ministère de l'Intérieur en 1999 puis nommé directeur du ministère de la Construction et du Logement en 2001. Il s'engage en politique en 2019 et participe à créer le parti Noam, il est élu à la Knesset en 2021 et réélu en 2022.

## Biographie

### Parcours de fonctionnaire
Avi Maoz nait dans le quartier de Kiryat Shmuel à Haïfa. En 1975, il s'enrôle dans l'Armée de défense d'Israël dans la brigade parachutiste de l'armée. Après son service, il s'associe à la création du kibboutz Migdal Oz (en) et en devient le secrétaire.
Pendant les années 1980 et 1990, il étudie à la Yechiva Merkaz Harav et son rabbin est Zvi Tau, président de la Yechiva Har Hamor.
En 1991, il fut l'un des premiers à s'installer dans la cité de David à Jérusalem.
Avi Maoz est nommé directeur du ministère de l'Intérieur par Natan Sharansky en 1999, puis est devenu en 2001 directeur du ministère du Logement sous la direction du ministre Effi Eitam, jusqu'en 2004, date à laquelle il prend sa retraite de ses fonctions liés à l'administration, par protestation du plan de désengagement de la bande de Gaza.

### Parcours politique
Avi Maoz s'engage dans la vie politique lors de la création du parti Noam en juillet 2019. Lors des élections de mars 2021, il est placé sixième sur la liste de la coalition du Parti sioniste religieux et est élu à la Knesset, l'alliance remportant six sièges.
À l'issue des élections de novembre 2022, il est réélu député pour la 25e législature de la Knesset avec la coalition du Parti sioniste religieux.
Au sein de la nouvelle coalition gouvernementale dirigée par Benyamin Netanyahou, qui comprend trois formations d’extrême droite, deux partis ultraorthodoxes et le Likoud, il devient vice-ministre chargé d'une « autorité de l'identité nationale juive ».

### Prises de position
À l'issue des élections de 2022 et dans la perspective du retour au pouvoir de la droite et l'extrême droite religieuse, le député Avi Maoz exprime, trois jours après les élections, son souhait d'appliquer un programme anti-LGBT et homophobe, avec l'interdiction de la Marche des fiertés israëlienne, jugeant la manifestation « provocante » et « offensante », le rétablissement des thérapie de conversion, et l'interdiction des études de genre.
Il est opposé au service militaire des femmes.

### Vie privée
Avi Maoz vit à Jérusalem, est marié et a dix enfants.